# SDSS J1430+2303
SDSS J1430+2303（或SDSS J143016.05+230344.4）是一個具有活動星系核的星系，據稱正在經歷週期性的亮度變化，並且正在加速。對這種行為的一種解釋是，它可能是超大質量的黑洞聯星。最初的軌跡模型表明，這一對超大質量黑洞可能會在2022年底之前合併，或者在三年內合併。 
2022 年 9 月發布的其它觀察數據預測合併將在未來三年內發生。

## 星系
SDSS J1430+2303是一個I型西佛星系，外觀上是一個橢圓星系，質量為1,500億太陽質量。
SDSS J1430+2303與地球的距離為1.05 × 1022公里（11.1億光年，3.39秒差距），有0.08105的紅移。
它有Hα線發射，相對於星系中的其它發射線有2,400公里/秒的藍移。
估計其中心的超大質量黑洞是4,000萬太陽質量。